# Carl Engdahl
Pour les articles homonymes, voir Engdahl.
Carl Engdahl (né le 17 avril 1864 à Stockholm, mort le 20 septembre 1939, est un réalisateur et acteur suédois.

## Biographie
Carl Engdahl est engagé en 1910 par le producteur suédois Charles Magnusson pour lequel il réalise quelques films au début du cinéma suédois.

## Filmographie partielle

### Comme réalisateur
- 1910 : Värmlänningarne
- 1910 : Fänrik Ståls sägner[1]
- 1910 : Bröllopet på Ulfåsa I

### Comme acteur
- 1910 : Värmlänningarne
- 1910 : Fänrik Ståls sägner
- 1910 : Bröllopet på Ulfåsa I
- 1926 : Mordbrännerskan
- 1928 : Gustaf Wasa del I
- 1928 : Gustaf Wasa del II